# Неземное дитя
Неземное дитя (англ. An Unearthly Child), также известна как Сто тысяч лет до нашей эры (англ. 100,000 BC) — первая серия британского научно-фантастического телесериала «Доктор Кто», состоящая из четырёх эпизодов, которые были показаны в период с 23 ноября по 14 декабря 1963 года. Сценарий серии, являющейся дебютом Уильяма Хартнелла в качестве первого Доктора, был написан Энтони Коберном.
Доктор Кто впервые появился на телеканале «Би-би-си» в 17:16:20 по Гринвичу 23 ноября 1963 года вследствие обсуждения и рассматривания планов, которые продолжались в течение года, спустя день от убийства президента США Джона Кеннеди. Поэтому первый эпизод был снова показан на следующей неделе вместе со вторым.

## Синопсис
Кто эта девочка, знающая больше, чем все остальные? Что полицейская будка делает на свалке? Доктор Кто?

## Сюжет

### Эпизод 1. Неземное дитя
Действие происходит в шестидесятые годы. В Лондоне учится не совсем обычная девочка — Сьюзен Форман. На необычное поведение пятнадцатилетней Сьюзен обращают внимание её учителя: преподаватель истории Барбара Райт и преподаватель химии Иэн Честертон. Они решают проследить за школьницей. Сарай, в который вошла Сьюзен, удивил учителей школы: в замусоренном сарае находилась только закрытая телефонная полицейская будка. Внезапно появился таинственный человек, который представился Доктором. Но этот Доктор не имеет никакого отношения к медицине. Случайно оказавшись в странной будке, учителя попадают на пространственно-временной корабль ТАРДИС. Доктор не хочет отпускать их, так как считает, что они могут всё рассказать о его «маленькой» тайне. Ему приходится активировать ТАРДИС. Доктор, Иэн, Барбара и Сьюзен отправляются в своё первое путешествие и оказываются в Каменном веке.

### Эпизод 2. Пещера черепов
Племя пещерных людей собирается около своего лидера — За. Он тщетно пытается развести огонь, и всё племя насмехается над ним. Хур, супруга За, говорит, что если он не разведёт огонь, то лишится лидерства в племени и отец запретит им общаться, так как он намерен иметь внуков только от лидера. Тем временем Доктор отправляется на поиски природных материалов, чтобы узнать, где он находится. Пещерный человек, наблюдавший за ТАРДИС, подкрадывается к Доктору и нападает на него. Барбара, Иэн и Сьюзен слышат крик. Придя на место, они обнаруживают сумку, шляпу и разбитый счётчик Гейгера, принадлежавшие Доктору. В это время Кал, соперник За, утверждает, что сам может добыть огонь. Идёт длительный спор между ними, но тут один из дикарей приносит в пещеру Доктора. Он утверждает, что видел, как Доктор добывал огонь. За говорит, чтобы Доктора принесли в жертву Орбу, который потом вернёт племени огонь. В этот момент Доктор приходит в себя и говорит, что его не надо убивать и он может добровольно дать племени огонь. Но он обнаруживает, что при себе не имеет спичек, и просит племя пустить его к ТАРДИС за ними. Тем временем в пещеру врываются Барбара, Иэн и Сьюзен. Кал пытается убить их, но За останавливает его. Доктора и его спутников отводят в Пещеру черепов, чтобы принести их в жертву.

### Эпизод 3. Лес страха
Старуха из племени просыпается и направляется в Пещеру черепов. Вход в пещеру преграждает огромный камень, но Старуха знает тайный маршрут. Она заходит в пещеру и освобождает Доктора со спутниками. Они убегают через тайный ход в лес. Тем временем За и Хур просыпаются и следуют за Старухой. Они приходят в пещеру и не обнаруживают там пленников. За и Хур обнаруживают тайный проход из пещеры и идут туда, надеясь найти пленников. Они ищут их по лесу, но на За нападает дикий зверь и ранит его. Доктор, Иэн, Барбара и Сьюзен решают помочь ему. Они сооружают из веток носилки и несут За в ТАРДИС. Тем временем Кал возвращается в пещеру с охоты. Он не обнаруживает пленников и убивает Старуху, которая освободила их. Кал выступает перед племенем, утверждая, что За убил Старуху и теперь покрывает пленников. Кал объявляется новым лидером и ведёт племя на поиски За. Доктор, Иэн, Барбара, Сьюзен, Хур и раненый За приходят к ТАРДИС, но дорогу им преграждают три пещерных человека.

### Эпизод 4. Создатель огня
Доктор со спутниками возвращаются в пещеру. Кал утверждает, что За убил Старуху, но Доктор убеждает племя в обратном. Вместо благодарности За сажает Доктора со спутниками в Пещеру черепов. Во время пребывания в пещере Иэну все-таки удаётся создать огонь силой трения. За видит огонь. Он теперь бесспорный лидер! Но За всё ещё оставляет пленников томиться в пещере. Сьюзен разрабатывает план, как выбраться из пещеры. Доктор со спутниками надевают на факел черепа из пещеры, тем самым напугав охранников. Сьюзен, Барбара, Иэн и Доктор добираются до ТАРДИС целыми и невредимыми. Корабль начинает дематериализовываться. Доктор говорит, что не знает, где они окажутся в следующий раз. Сьюзен смотрит на показатель радиации, который показывает «Нормально». Когда путешественники выходят из ТАРДИС, показатель начинает повышаться.

## Трансляции и отзывы
| Эпизод            | Дата показа     | Продолжительность | Телезрители (в миллионах) | Archive  |
| ----------------- | --------------- | ----------------- | ------------------------- | -------- |
| «Неземное дитя»   | 23 ноября 1963  | 23:24             | 4,4                       | 16mm t/r |
| «Пещера черепов»  | 30 ноября 1963  | 24:26             | 5,9                       | 16mm t/r |
| «Лес страха»      | 7 декабря 1963  | 23:38             | 6,9                       | 16mm t/r |
| «Создатель огня»  | 14 декабря 1963 | 24:22             | 6,4                       | 16mm t/r |
| [ 3 ] [ 4 ] [ 5 ] |                 |                   |                           |          |